# وان آیلند ایست
وان آیلند ایست (انگلیسی: One Island East) ساختمان اداری ۶۹ طبقه مستقر در هنگ کنگ است، که در سال ۲۰۰۸ احداث گردید.